# Prunières (Lozère)
Prunières  (okcitán nyelven Prunièiras) község Franciaország déli részén, Lozère megyében. 2011-ben 254 lakosa volt.

## Fekvése
Prunières az  Margeride-hegység nyugati előterében, 975 méteres  (a községterület 868-1121 méteres) tengerszint feletti magasságban fekszik, Le Malzieu-Ville-től 6 km-re délre, a Truyère völgye felett. Keleti határát a Truyère szurdokvölgye alkotja. A község területének 13%-át (169 hektár) borítja erdő.
Délnyugatról Saint-Chély-d’Apcher, északnyugatról Saint-Pierre-le-Vieux, északról Le Malzieu-Ville, északkeletről Le Malzieu-Forain, keletről Saint-Alban-sur-Limagnole, délről pedig Rimeize községek határolják.
A községhez tartoznak Apcher és Molières falvak is. Saint-Chély-d’Apcher-vel (5 km) a D989-es megyei út köti össze.

## Története
A községhez tartozó Apcher a középkorban Gévaudan egyik báróságának, Apcher-nek a székhelye volt. A középkorban erre vezetett a Via Podiensis zarándokút Le Puy-ből Santiago de Compostelába. Prunières egyházközsége a 12. században Chaise Dieu apátsága alá tartozott. Apcher várát 1180-ban említik először, a 17. században elhagyták és pusztulásnak indult. Napjainkban a község fő gazdasági ágai a legeltető szarvasmarha- és juhtartás, valamint a méhészkedés.

### Demográfia
| Év   | Lakosság |
| ---- | -------- |
| 1793 | 475      |
| 1851 | 432      |
| 1876 | 415      |
| 1901 | 442      |
| 1936 | 295      |

| Év   | Lakosság |
| ---- | -------- |
| 1946 | 285      |
| 1954 | 244      |
| 1962 | 247      |
| 1968 | 214      |

| Év   | Lakosság |
| ---- | -------- |
| 1975 | 163      |
| 1982 | 172      |
| 1990 | 169      |
| 1999 | 175      |
| 2010 | 253      |

## Nevezetességei
- Saint-Caprais-templom - román stílusban épült, 13. századi falfestményekkel.
- Apcher várának donjonja (Tour d´Apcher) fennmaradt. A vár régészeti feltárása folyamatban van.
- Régi gránitkeresztek Apcherban (az egyik 1754-es évszámmal, a másik 19. századi).
- Apcher Keresztelő Szent Jánosnak szentelt temploma a 12. században épült. 1961-ben egy értékes 13. századi Szűz Mária-szobrot találtak itt.

## Híres emberek
- Garin d´Apchier 12. századi trubadúr a vár fénykorában élt Apcherban.

## Képtár

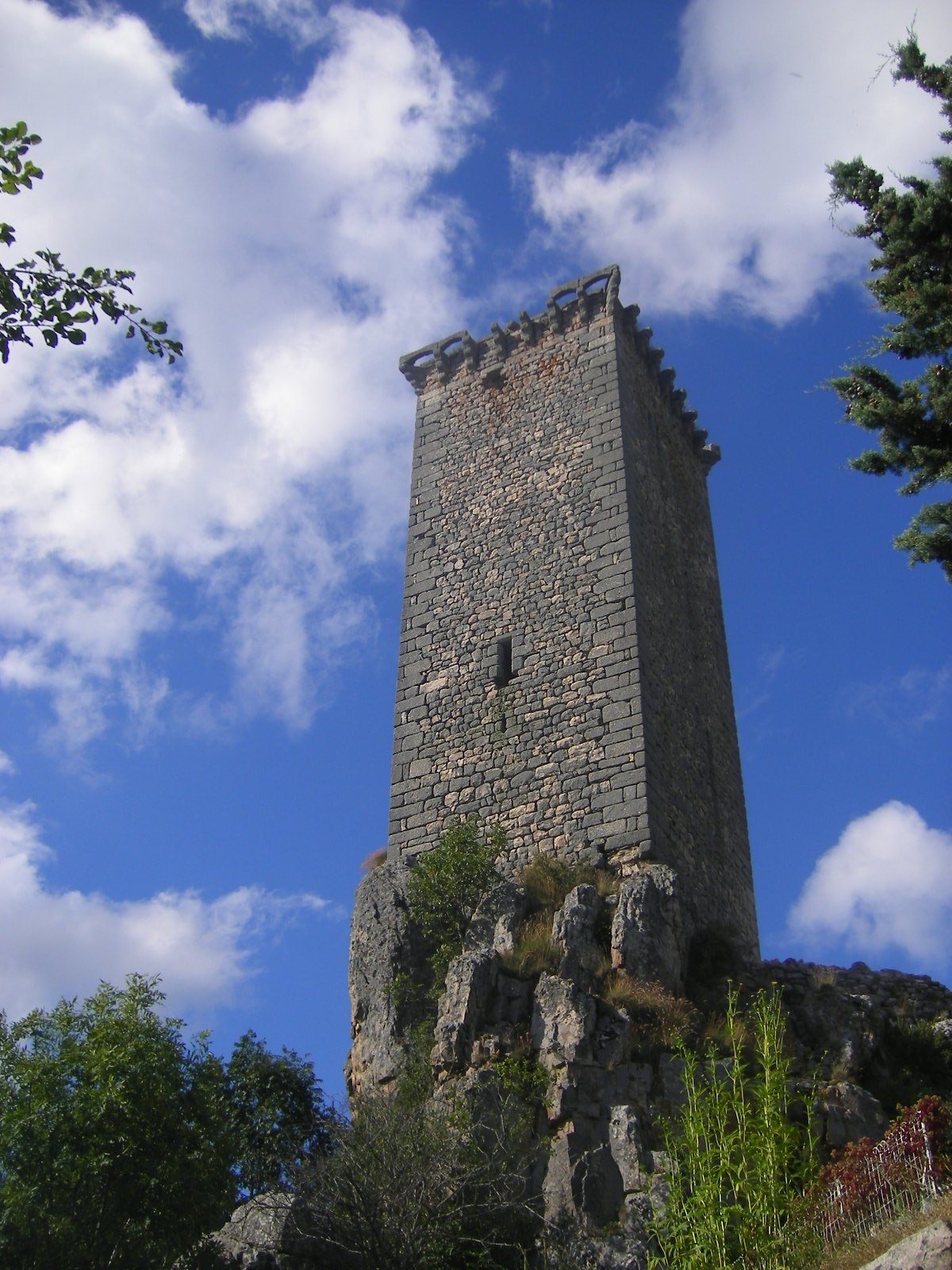
Az Apcher-i vár tornya
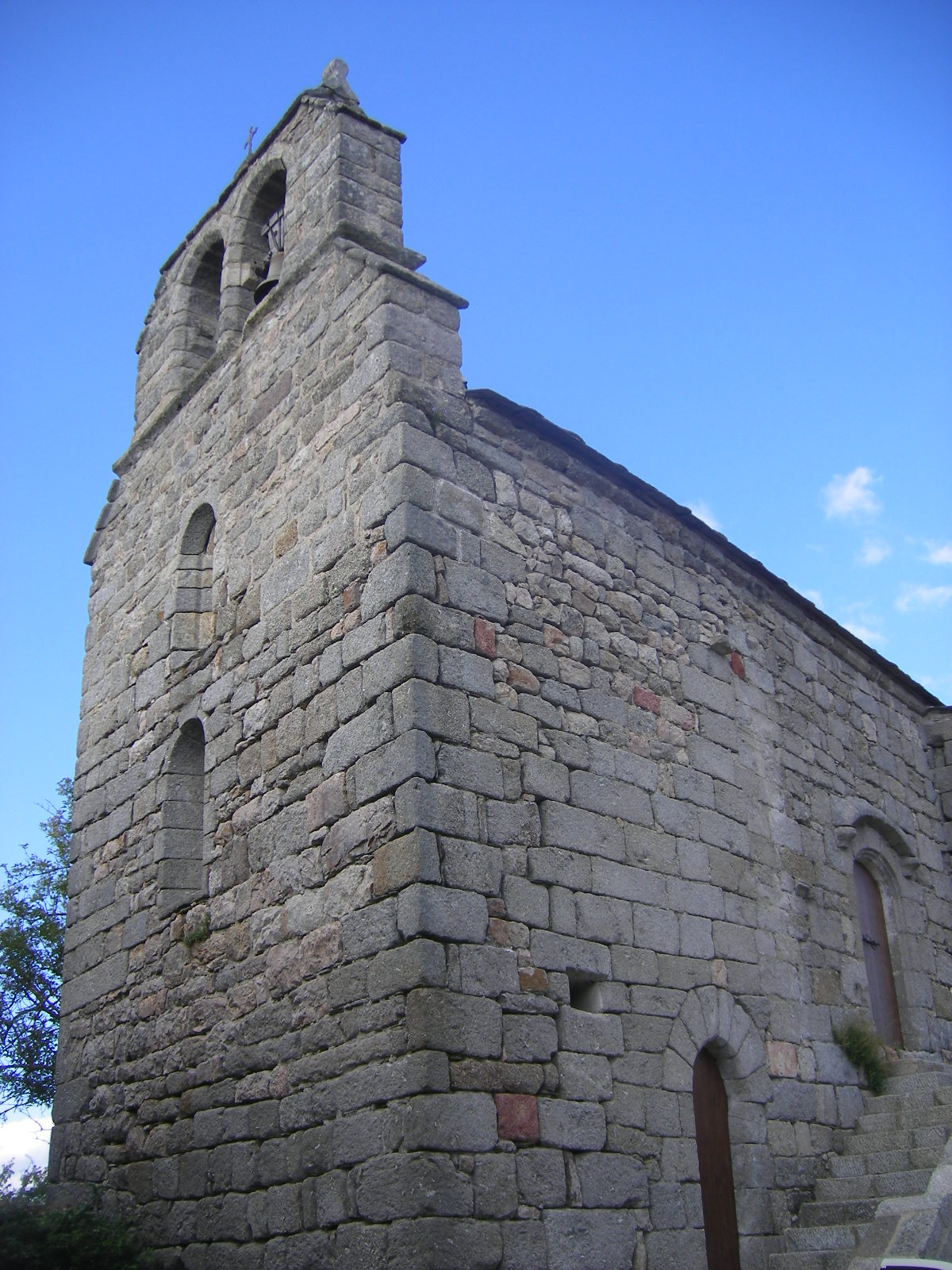
Apcher temploma
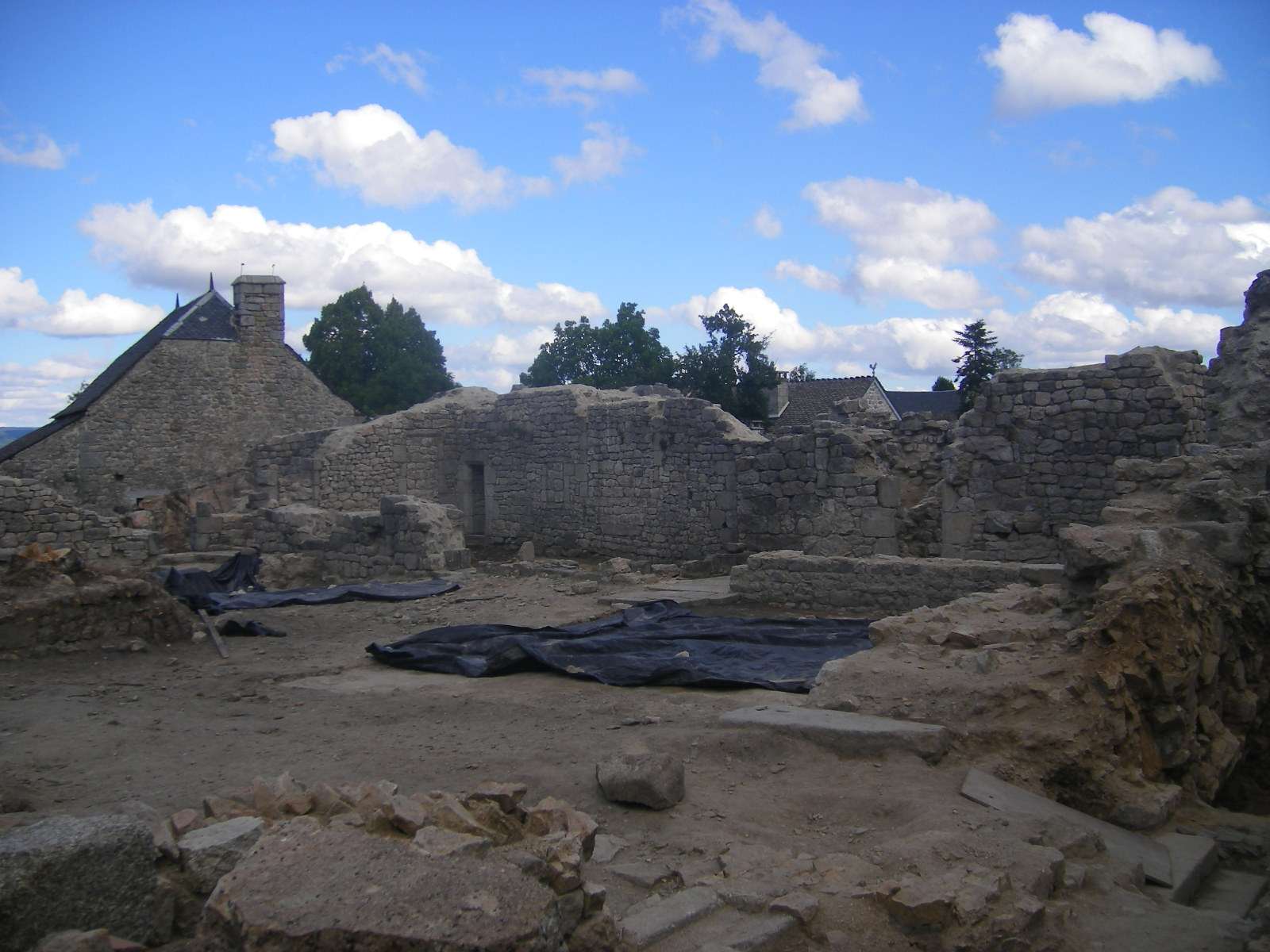
Ásatások Apcherban
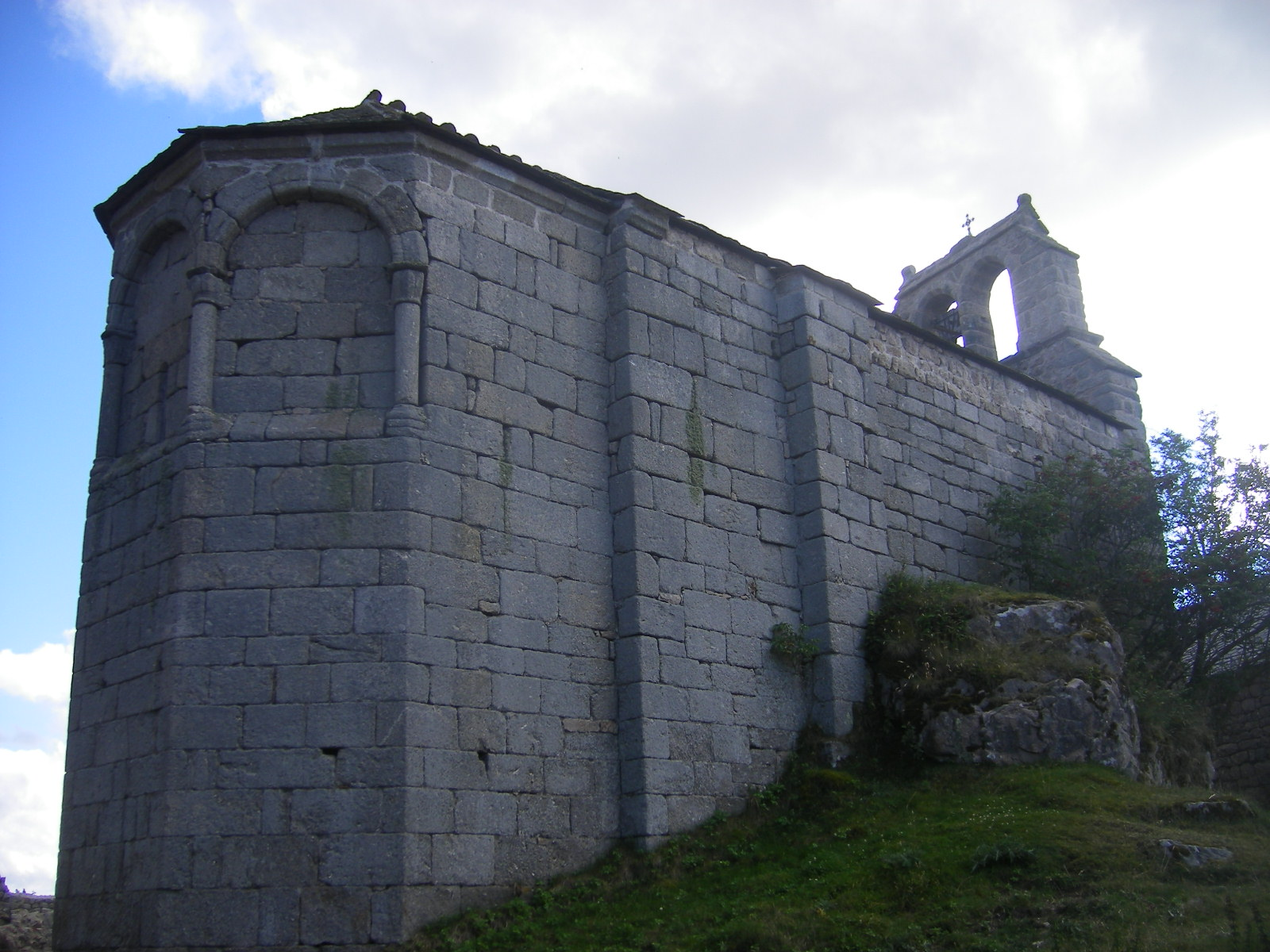
Apcher temploma
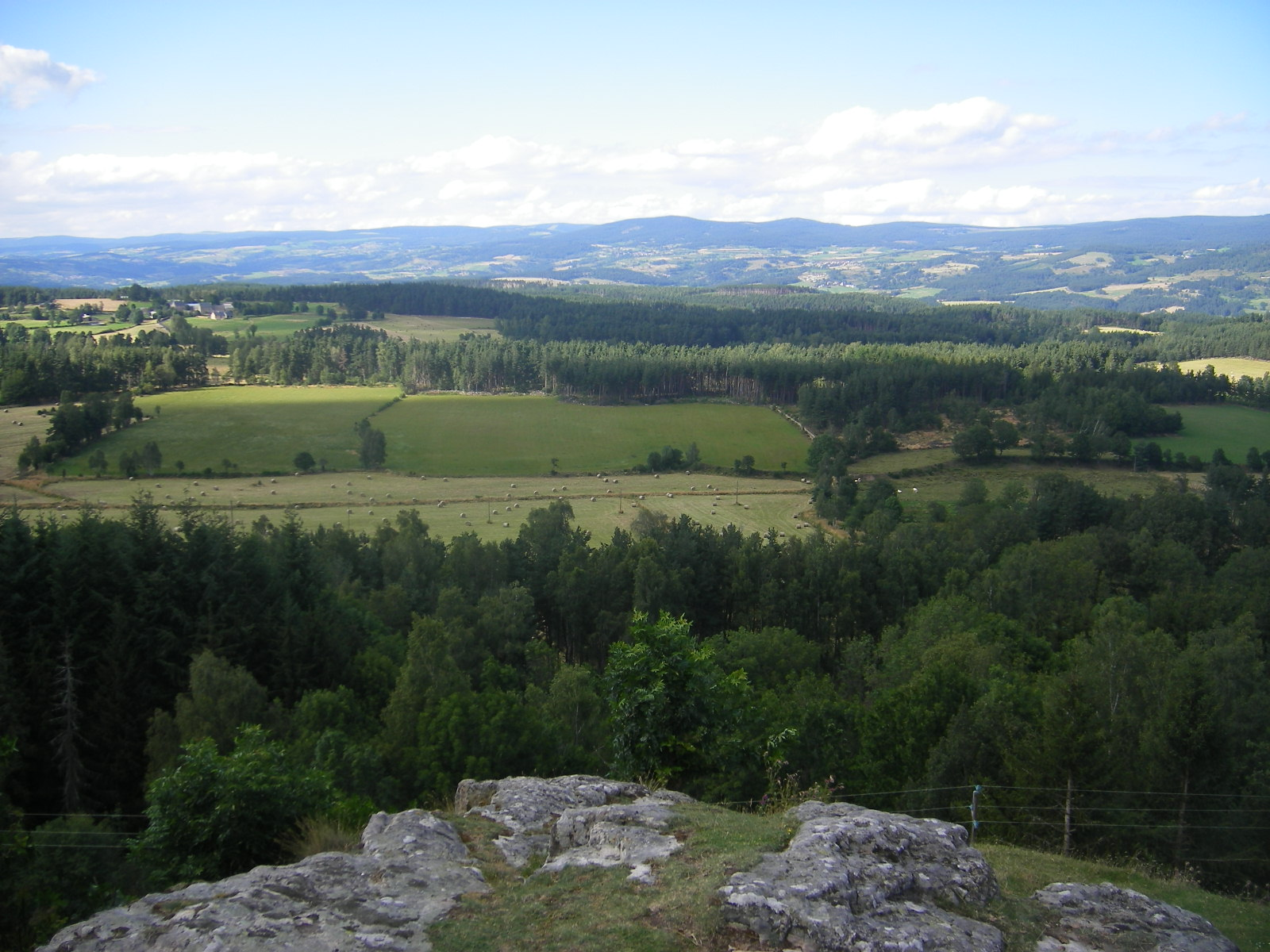
Tájkép Apchernál
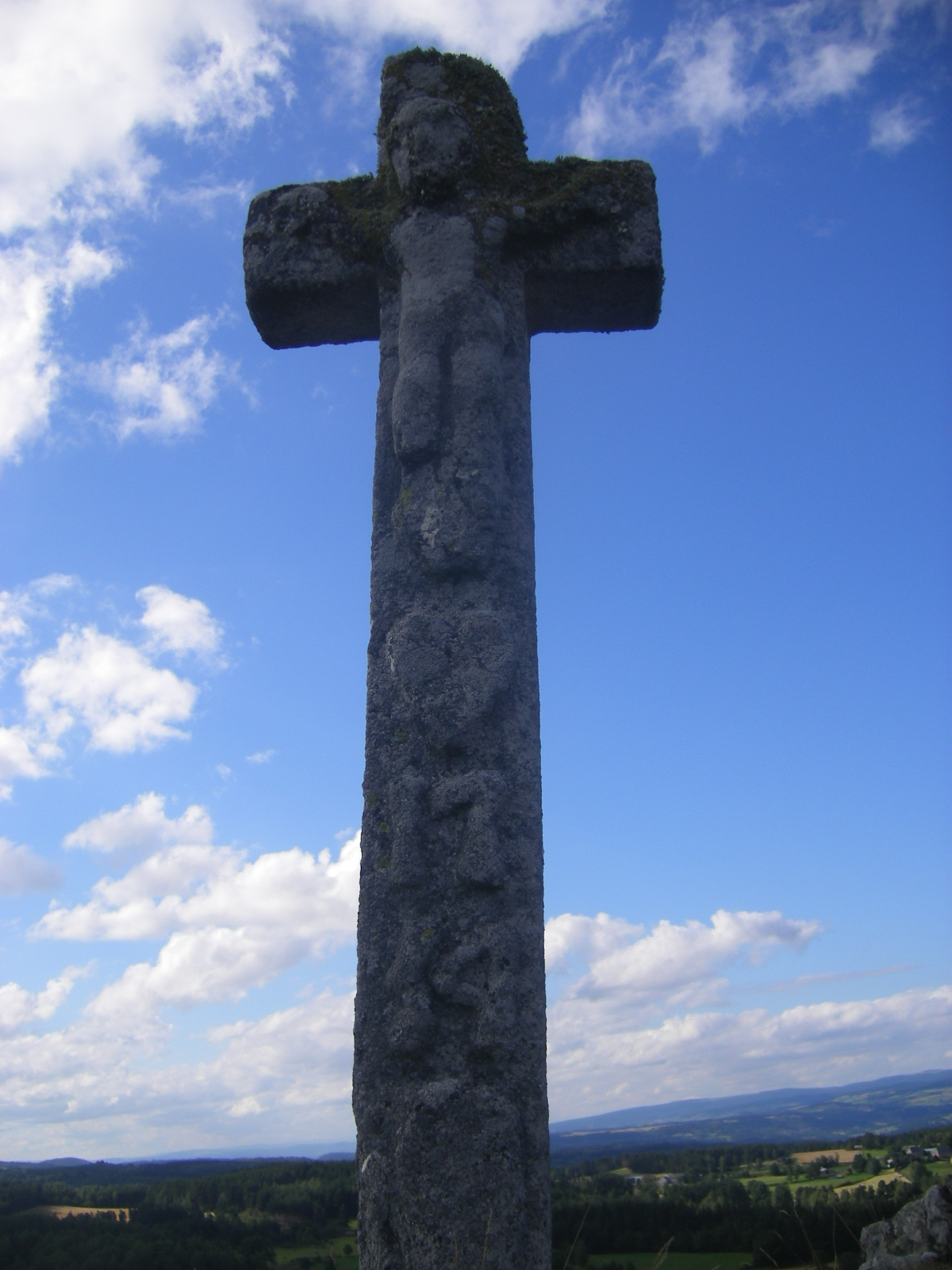
Régi gránitkereszt Apchernál
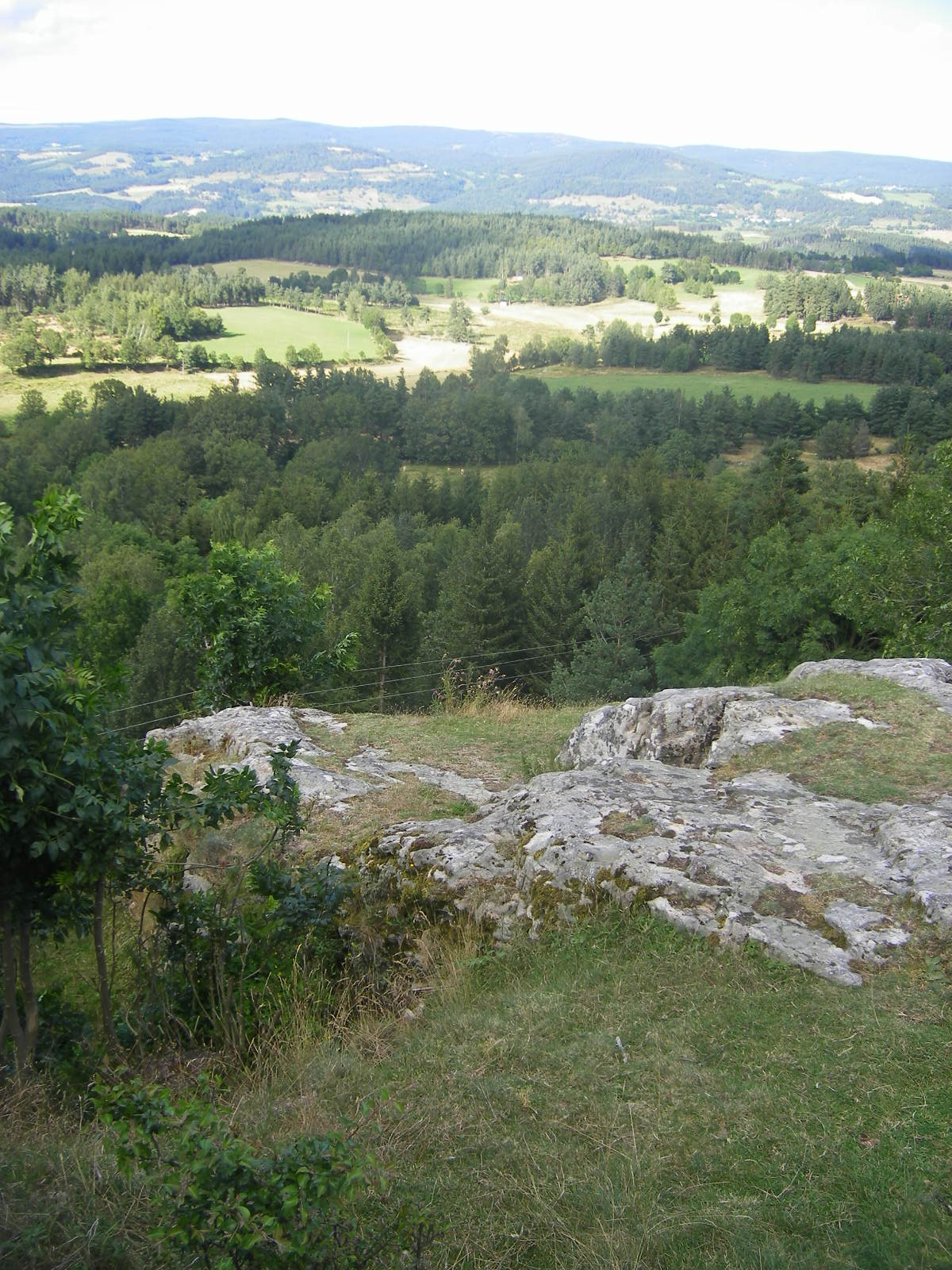
Apcheri tájkép
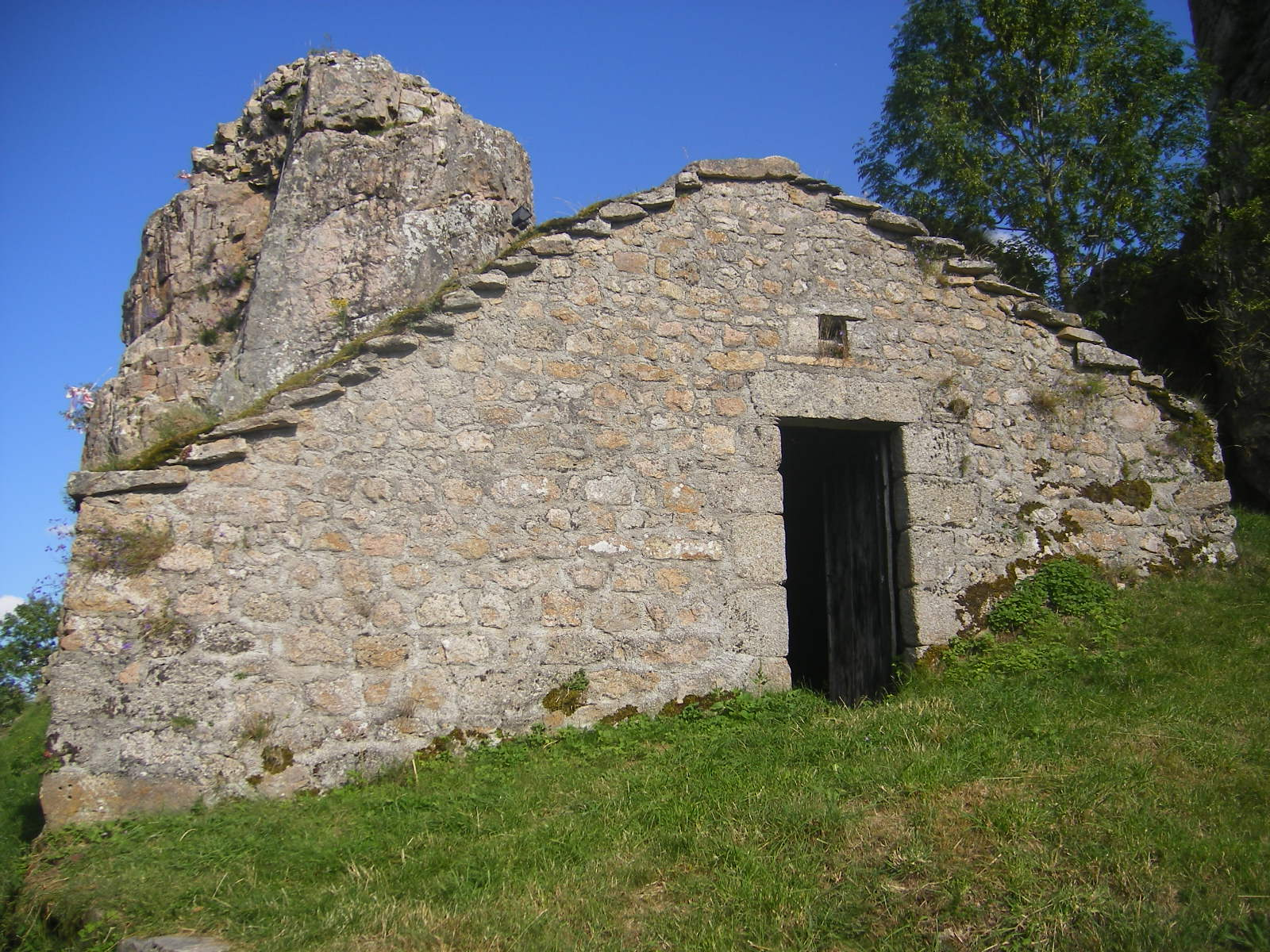
Hagyományos gránitépület

## Kapcsolódó szócikk
- Lozère megye községei